# Aldair Baldé
Aldair Adulai Djaló Baldé, plus connu sous le nom d'Aldair (né le 31 décembre 1992 à Bissau en Guinée-Bissau) est un joueur de football international bissaoguinéen. Il évolue au poste d'ailier droit avec le Tabor Sežana.

## Biographie

### Carrière en club
Aldair joue 27 matchs en première division portugaise avec l'équipe du SC Olhanense.

### Carrière en sélection
Adair joue cinq matchs en équipe du Portugal des moins de 20 ans, marquant un but, et six matchs avec les espoirs, inscrivant deux buts.
Il reçoit sa première sélection en équipe de Guinée-Bissau le 14 janvier 2017, contre le Gabon (score : 1-1). Ce match rentre dans le cadre de la Coupe d'Afrique des nations 2017.